# Ершов, Семён Никифорович
Семён Никифорович Ершов — русский купец, годы активной деятельности которого пришлись на конец XVII века.

## Биография
Впервые упоминается в 1669 году в грамоте патриарха Иоасафа как строитель каменной церкви за Клязьмой в Знаменском кривогривском мужском монастыре. Состояние свое братья Ершовы заработали на винных откупах. Вино поставлялось казне в разные регионы страны. В 1678 году при переписи братья упомянуты первыми среди ремесленных и торговых людей Гороховца. Они владели солодовнями, винокурнями и мельницами. Были у них и усадьбы с каменными домами, и крепостные крестьяне. На «совести» Ершовых строительство первого в Гороховце каменного дома. А в 1680-е Семен Ершов построил для себя на склоне Пужаловой горы усадьбу, созданную с претензией на роскошь и существенно отличавшуюся от всего, что было в городе на тот момент.
Ершов, близко знакомый с Илларионом, в то время настоятелем монастыря Флорищева пустынь, а впоследствии митрополитом Суздальским и Юрьевским. Для монахов этого монастыря он построил двухэтажный корпус из камня. Для другой пустыни, Святоозерской, Ершов заказал колокол, служивший до XX века.
В Гороховце Семен Никифорович построил взамен деревянных три каменных храма, в том числе на Никольской горе, на что потребовалось разрешение самого нового патриарха Иоакима. А в 1690 году братья Ершовы были приняты в гостиную сотню, что давало существенные привилегии и избавляло от многих неудобств. Семён Ершов также руководил возведением главного каменного храма Гороховца — Благовещенского собора. Он был освящен в 1700 году.
О последних годах жизни С. Н. Ершова ничего не известно. Родители купца (а возможно, и он сам) на склоне лет ушли в монастыри. А уже в 1720-е годы начался закат рода Ершовых.
В Гороховце сохранились трёхэтажный дом (палаты) Ершова, богато украшенный и с крыльцом, где в наши дни находится гороховецкий музей, и еще один дом Ершова, в два этажа, но зато рекордной для древнего Гороховца площади (впрочем, этот второй, вероятно, был построен раньше, а потому очень прост по архитектуре).